# پردیس سینمایی راگا
پردیس سینمایی راگا یک پردیس سینمایی در تهران است.
این سینما که در تاریخ سال ۱۳۸۹ تأسیس شده دارای سه سالن سینما در شهر ری، اتوبان شهید آوینی، خیابان کریم شیرازی می‌باشد.